# Nooksack Tower
Der Nooksack Tower (8.285 ft (2.525 m) hoch) ist ein Berg im North Cascades National Park im US-Bundesstaat Washington. Der Nooksack Tower ist Teil des Mount-Shuksan-Massivs und liegt 0,75 mi (1,21 km) nordöstlich des Hauptgipfels. Der Nooksack Tower überragt den Nooksack Cirque im Westen. Der East-Nooksack-Gletscher liegt südöstlich, der West-Nooksack-Gletscher östlich und der Price-Gletscher an der Nordflanke des Berges. Der Nooksack Tower ist einer der am schwierigsten zu besteigenden Berge in der Kaskadenkette; die Routen sind durch loses Geröll, steile Hänge (50° und mehr) und Eisgrate gekennzeichnet; auch Zugänglichkeit und Belastungen müssen in die Erwägungen zum Aufstieg einbezogen werden. Der Abstieg kann zehn oder mehr Fixpunkte beim Abseilen erforderlich machen.:76–79